# Marie Valachová
Marie Valachová (26. června 1930 Bílina – 5. ledna 1989 Praha) byla česká básnířka. Jejím manželem byl ministr zahraničí a disident Jiří Hájek.

## Život
Narodila se do rodiny havíře, její otec pracoval na dole Masaryk v Břežánkách. Vystudovala gymnázium a už během studií přišly její první básnické pokusy, které pak publikovala v řadě periodik, např. Mladá fronta, Plamen, Divadlo a Kulturní tvorba.
Vystudovala na Filozofické fakultě Univerzity Karlovy v Praze. V roce 1968 vyšla v nakladatelství Československý spisovatel její básnická sbírka Černý kámen, která vzbudila zájem literární kritiky.
S nástupem normalizace již nemohla publikovat. Perzekuce režimu zesílila poté, co se její manžel Jiří Hájek stal jedním z prvních mluvčí Charty 77. Dopad to mělo i na jejich syna Jana, který pak opakovaně nebyl přijat na vysokou školu. Studium mu bylo umožněno až roku 1986.
V roce 1980 vyšla samizdatem její druhá sbírka Nebe, peklo, ráj v Edici Petlice, v roce 1983 ji vydal Daniel Strož v exilovém nakladatelství Poezie mimo domov. Knihu redigoval Jiří Gruša. V roce 1990 vydala Lyra Pragensis jako přílohu k programu literárního večera v Divadle hudby básnický výbor Proč v nákladu 200 výtisků. V rukopisech zůstaly tři básnické sbírky a několik dramat. V roce 2023 vydalo nakladatelství Malvern výbor Země trochu těžká, který z nevydaných básní edičně připravila Zuzana Gabrišová.

## Dílo
- Černý kámen (Československý spisovatel, 1968)
- Nebe peklo ráj (Edice Petlice, 1980; Poezie mimo Domov, 1983)
- strojopisy v pozůstalosti: Ptáci zpívají šíleným žebrákům, Lisování vína, Srdce není žaludové eso
- Proč (výbor; Lyra Pragensis, 1990)
- Země trochu těžká (výbor; Malvern, 2023)